# 日英協会
一般社団法人日英協会（にちえいきょうかい Japan-British Society）は、日本とイギリスの交流親善、日英関係の友好・発展を目的とする団体。1908年（明治41年）設立。2000年（平成12年）11月に社団法人となり、2012年（平成24年）4月より一般社団法人。
名誉総裁は彬子女王。歴代駐日英国大使が会長を務めており、現在の会長はジュリア・ロングボトム。理事長に塚本隆史。
本部は東京都千代田区内幸町の日比谷国際ビルヂングに位置する。

## 名誉総裁
- 寛仁親王（1984年（昭和59年） - 2012年（平成24年）6月6日）[2]
- 彬子女王（2022年（令和4年）3月1日 - ）[2]